# Sitkowo
Sitkowo – wieś w Polsce położona w województwie podlaskim, w powiecie sokólskim, w gminie Janów.  Wieś wcześniej nazywała się Jaglonka oraz Jedlinka.
W latach 1975–1998 miejscowość administracyjnie należała do województwa białostockiego.
Wierni kościoła rzymskokatolickiego należą do parafii św. Józefa Rzemieślnika i św. Faustyny Kowalskiej w Łubiance.